# 村
村是人類聚居地的一种，规模一般大于小村庄，小于鄉鎮（尽管该词也常指小村庄和较小的乡镇），人口通常在几百到几千左右。村一般位于农村地区，但也有例外，如“城中村”。此外，“村”也用作行政區劃單位。

## 東亞

### 中華民國

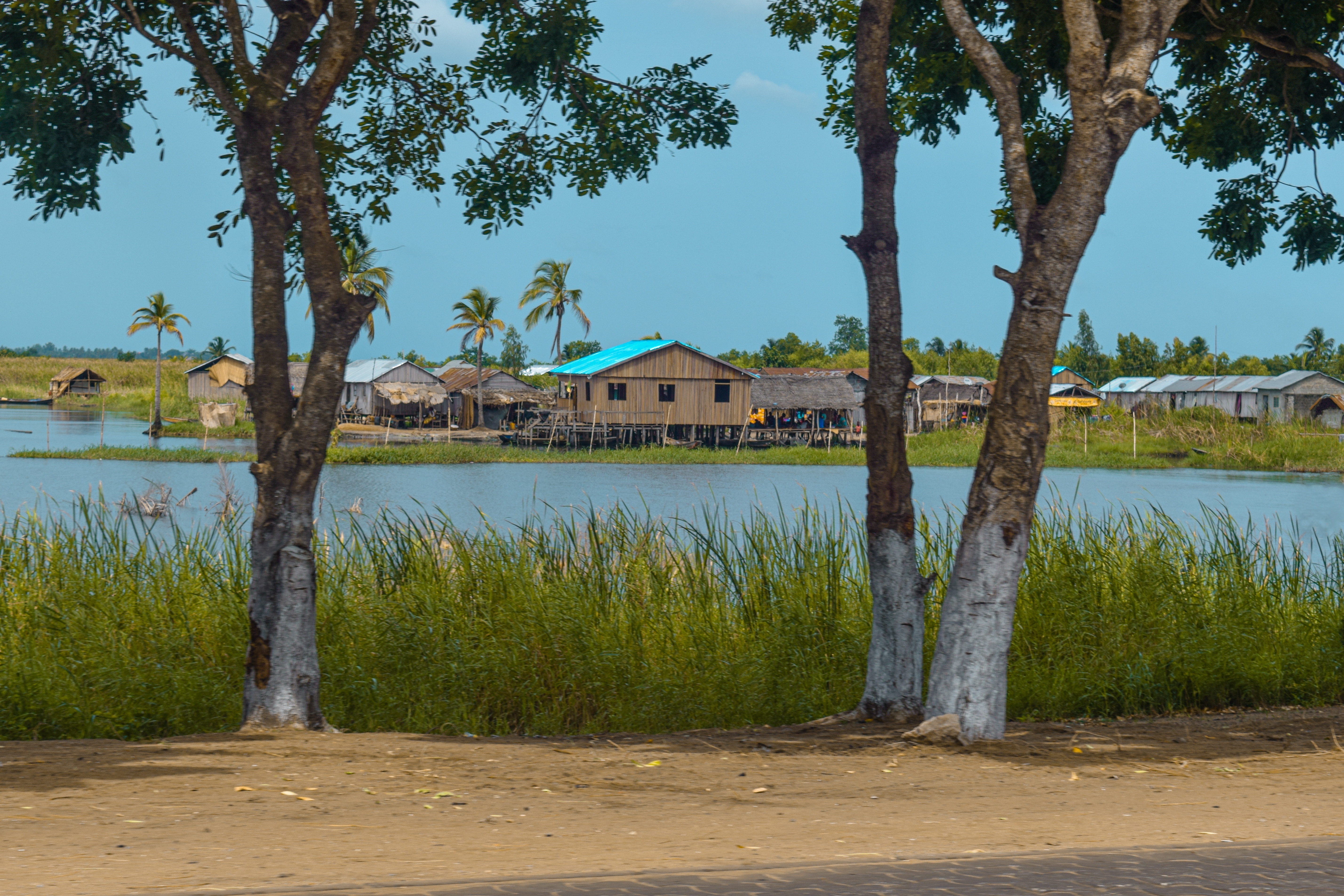
贝宁的一个偏远村庄

村（里）為中華民國之第四級行政區劃名稱；亦是最基層之地方自治單位。隸屬於區、縣轄市、鎮者稱為里；隸屬於鄉者稱為村。村和里下還有「鄰」之編組。設「村（里）長」、「村（里）幹事」各一名，處理行政事務。村（里）長由村（里）民投票產生，村（里）幹事則為鄉鎮市區公所之行政公務員。

### 中華人民共和國
村（行政村）为中国大陆地方行政体系中，最小的基层自治单位。非行政区划意义上的村则称为自然村。一个行政村可能由数个较小的自然村组成；一些较大的自然村可能划分为若干行政村。

### 日本
在日本，「村」一詞原本即指鄉村，明治時代後才成為行政區劃單位。根據《日本国憲法》第92條和《地方自治法》，村（そん、むら；亦稱為「行政村」）為地方公共團體之一，相當於中國與台灣的「鄉」，隸屬於都道府縣之下，與市、町同級。

### 朝鮮半島
朝鮮民主主義人民共和國、大韓民國的农村基层政区称作里。

## 美国
村的含义在美国各州定义不同。在部分州，村为正式的基层政区。

## 烏克蘭

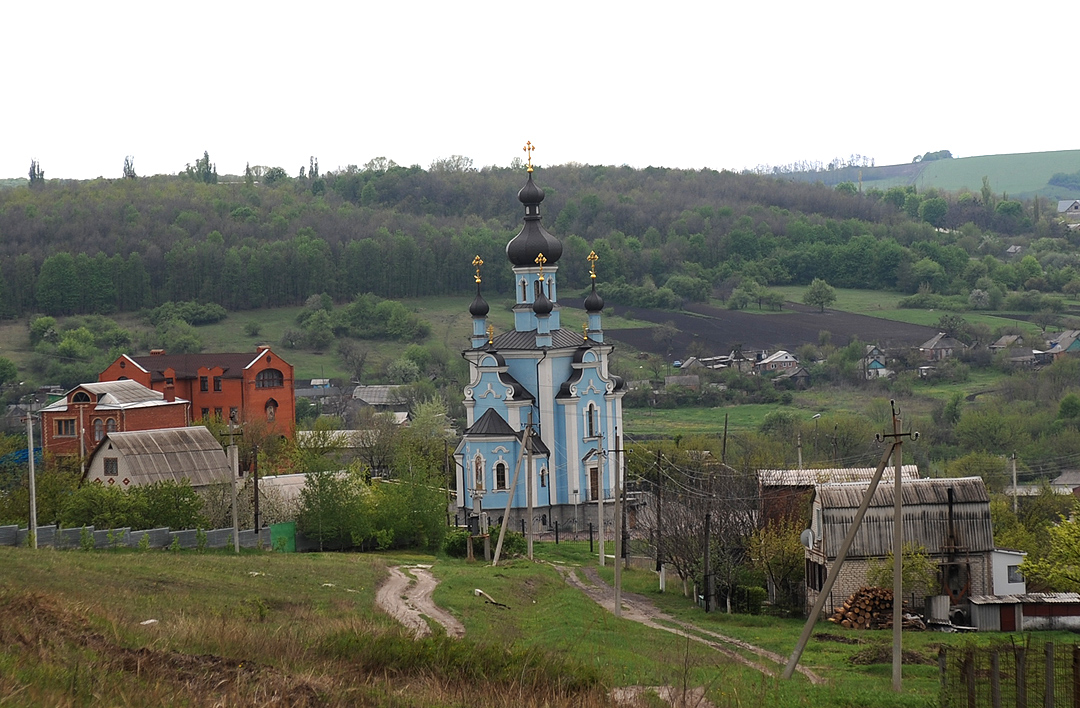
博霍羅迪奇內村，位於烏克蘭東部頓涅茨克州克拉馬托爾斯克區斯維亞托希爾斯克市鎮

在乌克兰，村（羅馬化：selo）是烏克蘭最低的行政区划单位。由作为基层行政单位的市鎮来管辖（即村没有行政决定权，行政决定权在市镇层次）。
然而，还有另一种比村同级但更小的定居点，在乌克兰语中称为（羅馬化：selyshche），中文里可称之为“鄉村居民点”。鄉村居民点可与市級鎮作类比：市级镇是比城市更小的城市化聚居地，而乡村居民点是比村更小的乡村型聚居地。乌克兰法律中没有具体定义或标准来区分村庄与乡村居民点。乡村居民点是小型的乡村型聚居地，可能曾经是胡蒂爾（獨居點）、渔民聚居地或達恰。有时一词也以更笼统的方式用于指代大城市附近的相邻定居点，包括市级镇（羅馬化：selyshche miskoho typu）或村庄。然而市级镇通常用缩写词来称呼，而很少直接用来称呼，但在2023年烏克蘭取消了市級鎮一行政區劃后，絕大部分的市級鎮轉爲，在中文暫譯鎮。
胡蒂爾（獨居點，農村小聚落）和哥薩克村不再是行政区划的一部分，主要是由于蘇聯的集體化。胡蒂爾是非常小的农村地区，只有几户人家，类似个体农场。它们在20世纪初的斯托雷平土地改革期間变得非常流行。然而，在集体化过程中，这些定居点的居民通常被批鬥成富農，他们的所有财产被没收并分配（国有化），没有任何补偿。哥薩克村同样没有保留爲行政區劃的单位。哥薩克村曾是一种集体社区，可能包括一个或多个诸如村庄、胡提尔及其他形式的聚居地。如今，哥薩克村僅存于俄罗斯帝国时期乌克兰人重新定居的库班地區一帶（今俄罗斯）。

## 延伸阅读
[在维基数据编辑]
 《欽定古今圖書集成·經濟彙編·考工典·村莊部》，出自陈梦雷《古今圖書集成》